# Conexión Samanta
Conexión Samanta fue un programa de televisión español de la productora BocaBoca y emitido en la cadena española Cuatro. Su presentadora, la periodista Samanta Villar, tras dos temporadas al frente del exitoso 21 días, se embarcó en este nuevo formato en el que convive con personajes durante cuatro o cinco días antes de una cita importante. Fue estrenado el viernes 26 de noviembre de 2010, a las 00:00 horas, con gran éxito de audiencia, y finalizó el 5 de febrero de 2016.

## Historia
En sus dos primeras entregas el título de programa fue '3 sesenta', pero para evitar posibles problemas con una marca similar que ya estaba registrada, la cadena y la productora decidieron cambiar el nombre por Conexión Samanta. En las primeras temporadas los reportajes se centraron en personajes conocidos, pero a partir de la tercera temporada se dio cabida a personas anónimas que también tenían historias que contar.
Tras varias semanas sin emitirse, el programa retomó su cuarta temporada con una semana especial en la que se programaron dos reportajes los días 9 y 11 de mayo de 2012. En el primero, Samanta Villar se trasladó a Lorca para conmemorar el primer aniversario del terremoto que conmocionó a la ciudad murciana. En el segundo, Conexión Samanta viajó a los circuitos de Catar y Jerez para conocer de primera mano las sensaciones de los pilotos en el arranque del Campeonato del Mundo de Motociclismo de 2012, cuyos derechos son propiedad de Mediaset España. Este programa duró media hora más de lo habitual, llegando a alcanzar los 80 minutos.
El programa acumula cuatro temporadas con grandes datos de audiencia, superiores a la media de la cadena, a lo largo de las cuales ha ocupado principalmente tanto el late night de los viernes como de los lunes, alternándose en la programación con el programa 21 días, cuya emisión es mensual. En los últimos programas de la cuarta temporada su audiencia se vio reducida con los cambios de día, debido a varios especiales que se emitieron en miércoles y viernes. Aun así, cerró el mes de mayo de 2012 con una cuota del 7% de cuota de audiencia.

## Episodios y audiencias
| Temporada | Temporada | Episodios | Estreno    | Final      | Audiencia media | Audiencia media | Audiencia media |
| Temporada | Temporada | Episodios | Estreno    | Final      | Espectadores    | Cuota           |                 |
| --------- | --------- | --------- | ---------- | ---------- | --------------- | --------------- | --------------- |
|           | 1         | 13        | 26/09/2010 | 21/03/2011 | 926 000         | 8,4%            |                 |
|           | 2         | 7         | 03/06/2011 | 29/07/2011 | 701 000         | 8,1%            |                 |
|           | 3         | 7         | 16/09/2011 | 28/10/2011 | 846 000         | 9,1%            |                 |
|           | 4         | 14        | 23/01/2012 | 12/06/2012 | 682 000         | 8,3%            |                 |
|           | 5         | 16        | 27/09/2012 | 25/04/2013 | 653 000         | 8,4%            |                 |
|           | 6         | 13        | 10/12/2013 | 04/04/2014 | 629 000         | 7,3%            |                 |
|           | 7         | 4         | 30/01/2015 | 20/02/2015 | 1 261 000       | 6,7%            |                 |
|           | 8         | 4         | 16/01/2016 | 05/02/2016 | 923 000         | 5,6%            |                 |
| Total     | Total     | 78        | 26/09/2010 | 05/02/2016 | 828 000         | 7,7%            |                 |

## Temporadas

### Temporada 1
| N.º Serie | N.º Temp. | Título original      | Fecha de emisión        | Espectadores | Cuota de audiencia | Edad |
| --------- | --------- | -------------------- | ----------------------- | ------------ | ------------------ | ---- |
| 1         | 1         | «Fran Rivera»        | 26 de noviembre de 2010 | 1 141 000    | 7,6                |      |
| 2         | 2         | «Paris Hilton»       | 26 de noviembre de 2010 | 854 000      | 8,0%               |      |
| 3         | 3         | «La Roja»            | 3 de diciembre de 2010  | 1 294 000    | 8,4%               |      |
| 4         | 4         | «El otro Banderas»   | 10 de diciembre de 2010 | 1 253 000    | 8,1%               |      |
| 5         | 5         | «Farruquito»         | 14 de enero de 2011     | 841 000      | 7,4%               |      |
| 6         | 6         | «Pingüinos moteros»  | 21 de enero de 2011     | 822 000      | 7,1%               |      |
| 7         | 7         | «Exorcismo»          | 28 de enero de 2011     | 832 000      | 7,3%               |      |
| 8         | 8         | «Ciudad Juárez»      | 11 de febrero de 2011   | 953 000      | 8,3%               |      |
| 9         | 9         | «Miguel Bosé»        | 21 de febrero de 2011   | 548 000      | 8,6%               |      |
| 10        | 10        | «Año nuevo chino»    | 28 de febrero de 2011   | 461 000      | 6,9%               |      |
| 11        | 11        | «Orgullo transexual» | 7 de marzo de 2011      | 680 000      | 9,9%               |      |
| 12        | 12        | «Santiago Segura»    | 14 de marzo de 2011     | 1 244 000    | 10,6%              |      |
| 13        | 13        | «Mundo erótico»      | 21 de marzo de 2011     | 1 119 000    | 9,6%               |      |

### Temporada 2
| N.º Serie | N.º Temp. | Título original                  | Fecha de emisión    | Espectadores | Cuota de audiencia | Edad |
| --------- | --------- | -------------------------------- | ------------------- | ------------ | ------------------ | ---- |
| 14        | 1         | «Católicos gais»                 | 3 de junio de 2011  | 561 000      | 6,2%               |      |
| 15        | 2         | «Gente burbuja»                  | 10 de junio de 2011 | 860 000      | 9,2%               |      |
| 16        | 3         | «Maradona en Dubái»              | 17 de junio de 2011 | 923 000      | 10,2%              |      |
| 17        | 4         | «Las 500 millas de Indianápolis» | 1 de julio de 2011  | 569 000      | 6,5%               |      |
| 18        | 5         | «Fenómeno fan»                   | 8 de julio de 2011  | 580 000      | 6,6%               |      |
| 19        | 6         | «Vacaciones en el mar»           | 15 de julio de 2011 | 883 000      | 10,4%              |      |
| 20        | 7         | «Vida de DJ»                     | 29 de julio de 2011 | 533 000      | 7,4%               |      |

### Temporada 3
| N.º Serie | N.º Temp. | Título original        | Fecha de emisión         | Espectadores | Cuota de audiencia | Edad |
| --------- | --------- | ---------------------- | ------------------------ | ------------ | ------------------ | ---- |
| 21        | 1         | «Pequeñas princesas»   | 16 de septiembre de 2011 | 928 000      | 9,8%               |      |
| 22        | 2         | «Pandilleros»          | 23 de septiembre de 2011 | 827 000      | 9,0%               |      |
| 23        | 3         | «Sexo de alquiler»     | 30 de septiembre de 2011 | 1 034 000    | 11,0%              |      |
| 24        | 4         | «Boda gitana»          | 7 de octubre de 2011     | 1 039 000    | 11,4%              |      |
| 25        | 5         | «Forzudos»             | 14 de octubre de 2011    | 730 000      | 8,1%               |      |
| 26        | 6         | «Bollywood»            | 21 de octubre de 2011    | 544 000      | 6,0%               |      |
| 27        | 7         | «Menores transexuales» | 28 de julio de 2011      | 820 000      | 8,7%               |      |

### Temporada 4
| N.º Serie | N.º Temp. | Título original                        | Fecha de emisión      | Espectadores | Cuota de audiencia | Edad |
| --------- | --------- | -------------------------------------- | --------------------- | ------------ | ------------------ | ---- |
| 28        | 1         | «Urgencias»                            | 23 de enero de 2012   | 607 000      | 9,2%               |      |
| 29        | 2         | «Policías con honores»                 | 30 de enero de 2012   | 815 000      | 11,0%              |      |
| 30        | 3         | «Adiós a Las Barranquillas»            | 6 de febrero de 2012  | 724 000      | 9,5%               |      |
| 31        | 4         | «Pequeñas estrellas»                   | 13 de febrero de 2012 | 721 000      | 8,7%               |      |
| 32        | 5         | «Lujo canino»                          | 27 de febrero de 2012 | 840 000      | 9,5%               |      |
| 33        | 6         | «Fiesta en Punta Cana»                 | 5 de marzo de 2012    | 817 000      | 10,0%              |      |
| 34        | 7         | «Puro músculo»                         | 12 de marzo de 2012   | 800 000      | 10,3%              |      |
| 35        | 8         | «Pagando por niñas»                    | 26 de marzo de 2012   | 775 000      | 6,7%               |      |
| 36        | 9         | «Lorca, un año después del terremoto»  | 9 de mayo de 2012     | 427 000      | 7,6%               |      |
| 37        | 10        | «El mayor espectáculo de la velocidad» | 11 de mayo de 2012    | 728 000      | 6,9%               |      |
| 38        | 11        | «Trasplantes»                          | 16 de mayo de 2012    | 548 000      | 6,9%               |      |
| 39        | 12        | «Madre a los 16»                       | 29 de mayo de 2012    | 541 000      | 6,6%               |      |
| 40        | 13        | «Poligoneros»                          | 5 de junio de 2012    | 735 000      | 8,4%               |      |
| 41        | 14        | «Arantxa Sánchez Vicario»              | 12 de junio de 2012   | 472 000      | 6,2%               |      |

### Temporada 5
| N.º Serie | N.º Temp. | Título original                        | Fecha de emisión         | Espectadores | Cuota de audiencia | Edad |
| --------- | --------- | -------------------------------------- | ------------------------ | ------------ | ------------------ | ---- |
| 42        | 1         | «Gigolós»                              | 27 de septiembre de 2012 | 903 000      | 12,3%              |      |
| 43        | 2         | «Yoga Rave»                            | 4 de octubre de 2012     | 454 000      | 6,8%               |      |
| 44        | 3         | «Trabajar con el peligro»              | 11 de octubre de 2012    | 650 000      | 8,9%               |      |
| 45        | 4         | «Imagen extrema»                       | 25 de octubre de 2012    | 936 000      | 10,9%              |      |
| 46        | 5         | «Mucho más que un vientre de alquiler» | 1 de noviembre de 2012   | 1 136 000    | 11,9%              |      |
| 47        | 6         | «Generación perdida»                   | 8 de noviembre de 2012   | 465 000      | 8,6%               |      |
| 48        | 7         | «Víctimas de la burbuja inmobiliaria»  | 29 de noviembre de 2012  | 967 000      | 9,1%               |      |
| 49        | 8         | «Melendi»                              | 23 de enero de 2013      | 697 000      | 8,8%               |      |
| 50        | 9         | «Fenómenos paranormales»               | 30 de enero de 2013      | 378 000      | 5,2%               |      |
| 51        | 10        | «Detectives»                           | 6 de febrero de 2013     | 536 000      | 7,2%               |      |
| 52        | 11        | «Benidorm»                             | 21 de febrero de 2013    | 506 000      | 8,3%               |      |
| 53        | 12        | «Vida en un burdel»                    | 14 de marzo de 2013      | 524 000      | 7,5%               |      |
| 54        | 13        | «Melilla, vida en la frontera»         | 21 de marzo de 2013      | 426 000      | 5,7%               |      |
| 55        | 14        | «Sólo pido un techo»                   | 11 de abril de 2013      | 423 000      | 5,2%               |      |
| 56        | 15        | «Vigilantes y porteros»                | 25 de abril de 2013      | 758 000      | 4,4%               |      |

### Temporada 6
| N.º Serie | N.º Temp. | Título original                 | Fecha de emisión        | Espectadores | Cuota de audiencia | Edad |
| --------- | --------- | ------------------------------- | ----------------------- | ------------ | ------------------ | ---- |
| 57        | 1         | «Negocios, caviar y playa»      | 10 de diciembre de 2013 | 533 000      | 7,8%               |      |
| 58        | 2         | «Enganchados al sexo»           | 17 de diciembre de 2013 | 687 000      | 9,5%               |      |
| 59        | 3         | «De buena familia»              | 7 de enero de 2014      | 459 000      | 5,8%               |      |
| 60        | 4         | «Londres, segunda oportunidad»  | 14 de enero de 2014     | 522 000      | 7,4%               |      |
| 61        | 5         | «Tráfico de niños»              | 21 de enero de 2014     | 575 000      | 9,0%               |      |
| 62        | 6         | «Guardia Civil»                 | 28 de enero de 2014     | 768 000      | 11,8%              |      |
| 63        | 7         | «Investiga como puedas»         | 4 de febrero de 2014    | 397 000      | 6,6%               |      |
| 64        | 8         | «Quinquis»                      | 18 de febrero de 2014   | 969 000      | 7,7%               |      |
| 65        | 9         | «Víctimas de la Administración» | 25 de febrero de 2014   | 944 000      | 7,7%               |      |
| 66        | 10        | «Más allá de mi límite»         | 4 de marzo de 2014      | 517 000      | 4,1%               |      |
| 67        | 11        | «Abrirse camino en China»       | 11 de marzo de 2014     | 763 000      | 7,1%               |      |
| 68        | 12        | «Las caras de la justicia»      | 18 de marzo de 2014     | 598 000      | 8,1%               |      |
| 69        | 13        | «Seductores»                    | 4 de abril de 2014      | 449 000      | 2,5%               |      |

### Temporada 7
| N.º Serie | N.º Temp. | Título original                   | Fecha de emisión      | Espectadores | Cuota de audiencia | Edad |
| --------- | --------- | --------------------------------- | --------------------- | ------------ | ------------------ | ---- |
| 70        | 1         | «Bebés reborn»                    | 30 de enero de 2015   | 1 644 000    | 8,7%               |      |
| 71        | 2         | «Entre dos sexos»                 | 6 de febrero de 2015  | 1 509 000    | 7,8%               |      |
| 72        | 3         | «Anorexia masculina»              | 13 de febrero de 2015 | 1 235 000    | 6,6%               |      |
| 73        | 4         | «Hepatitis C, la bolsa o la vida» | 20 de febrero de 2015 | 654 000      | 3,5%               |      |

### Temporada 8
| N.º Serie | N.º Temp. | Título original          | Fecha de emisión     | Espectadores | Cuota de audiencia | Edad |
| --------- | --------- | ------------------------ | -------------------- | ------------ | ------------------ | ---- |
| 74        | 1         | «Baby adults»            | 16 de enero de 2016  | 1 091 000    | 6,4%               |      |
| 75        | 2         | «Tráfico de futbolistas» | 23 de enero de 2016  | 945 000      | 5,8%               |      |
| 76        | 3         | «Bodas de lujo»          | 30 de enero de 2016  | 1 117 000    | 6,9%               |      |
| 77        | 4         | «Madera de líder»        | 5 de febrero de 2016 | 536 000      | 3,1%               |      |